# Калининское сельское поселение (Краснодарский край)
Калининское се́льское поселе́ние — муниципальное образование в Калининском районе Краснодарского края России.
В рамках административно-территориального устройства Краснодарского края ему соответствует Калининский сельский округ.
Административный центр и единственный населённый пункт — станица Калининская.
Образовано 1 января 2006 года.

## Население
| 2010    | 2012    | 2013    | 2014    | 2015    | 2016    | 2017    |
| ------- | ------- | ------- | ------- | ------- | ------- | ------- |
| 13 391  | ↗13 456 | ↗13 508 | ↗13 609 | ↗13 704 | ↗13 847 | ↗13 885 |
| 2018    | 2019    | 2020    | 2021    | 2023    |         |         |
| ↗13 930 | ↗14 155 | ↗14 301 | ↘14 121 | ↘14 035 |         |         |